# Campeonato Sul-Americano de Clubes de Voleibol Feminino de 2020
O Campeonato Sul-Americano de Clubes de Voleibol Feminino de 2020 foi a vigésima edição do torneio organizado anualmente pela CSV, previsto para ser disputado entre os  dias 17 a 21 de fevereiro de  2020 na Ginásio Municipal Tancredo Neves (Ginásio Sabiazinho), localizada na cidade de Uberlândia.É o torneio classificatório para edição do Campeonato Mundial de Clubes de Voleibol Feminino de 2020, com a participação de cinco equipes, estas representantes de Brasil, Argentina e Bolívia.
O Minas TC conquista seu terceiro consecutivamente. ao derrotar o anfitrião  Praia Clube. a central Thaísa Menezes foi eleita a melhor jogadora da competição.

## Formato de disputa
Para a classificação dentre dos grupos na primeira fase, o placar de 3-0 ou 3-1 garantiu três pontos para a equipe vencedora e nenhum para a equipe derrotada; já o placar de 3-2 garantiu dois pontos para a equipe vencedora e um para a perdedora.
O torneio será disputado em fase única (sistema de pontos corridos), sendo definido o pódio pelo maior número de pontos.

## Participantes
As seguintes equipes foram qualificadas para a disputa do Campeonato Sul-Americano de Clubes de 2020, a divulgação da tabela e participantes 
ocorreu em 5 de fevereiro de 2020 pela CSV:
| Equipe           | País      | Forma de Classificação                             | Títulos         |
| ---------------- | --------- | -------------------------------------------------- | --------------- |
| Praia Clube      | Brasil    | Representante da Cidade-Sede                       | 0 ( não possui) |
| Minas TC         | Brasil    | Campeão da Superliga Brasileira A 2018-19          | 2 (2018, 2019)  |
| Boca Juniors     | Argentina | Campeão da Liga Argentina A1 de Voleibol 2019      | 0 ( não possui) |
| Club San Lorenzo | Argentina | Vice-campeão da Liga Argentina A1 de Voleibol 2019 | 0 ( não possui) |
| UC Boliviana     | Bolívia   | Campeão da Liga Superior Boliviana 2020            | 0 ( não possui) |

## Fase única
Classificação
|  |                                                          |
|  | Qualificada para o Campeonato Mundial de Clubes de 2020. |

|     |                  |     | Jogos | Jogos | Jogos | Resultados | Resultados | Resultados | Resultados | Resultados | Resultados | Sets | Sets | Sets  | Pontos | Pontos | Pontos |
| Pos | Equipe           | Pts | T     | V     | D     | 3–0        | 3–1        | 3–2        | 2–3        | 1–3        | 0–3        | V    | P    | R     | V      | P      | R      |
| --- | ---------------- | --- | ----- | ----- | ----- | ---------- | ---------- | ---------- | ---------- | ---------- | ---------- | ---- | ---- | ----- | ------ | ------ | ------ |
| 1   | Minas TC         | 12  | 4     | 4     | 0     | 4          | 0          | 0          | 0          | 0          | 0          | 12   | 0    | MAX   | 302    | 188    | 1.606  |
| 2   | Praia Clube      | 8   | 4     | 3     | 1     | 2          | 0          | 1          | 0          | 0          | 1          | 9    | 5    | 1.800 | 322    | 233    | 1.382  |
| 3   | Club San Lorenzo | 6   | 4     | 2     | 2     | 2          | 0          | 0          | 0          | 0          | 2          | 6    | 6    | 1,000 | 228    | 252    | 0.905  |
| 4   | Boca Juniors     | 4   | 4     | 1     | 3     | 1          | 0          | 0          | 1          | 0          | 2          | 5    | 9    | 0.556 | 284    | 297    | 0.956  |
| 5   | UC Boliviana     | 0   | 4     | 0     | 4     | 0          | 0          | 0          | 0          | 0          | 4          | 0    | 12   | 0,000 | 144    | 300    | 0.480  |

Resultados
| 17 de fevereiro de 2020 19:00 Relatório[ AQ] | Praia Clube | 3 — 0             | UC Boliviana | Ginásio Sabiazinho, Uberlândia |
| 17 de fevereiro de 2020 19:00 Relatório[ AQ] | 25          | Set 1 Set 2 Set 3 | 10 7 8       | Ginásio Sabiazinho, Uberlândia |

| 17 de fevereiro de 2020 20:30 Relatório[ AQ] | Boca Juniors | 0 — 3             | Club San Lorenzo | Ginásio Sabiazinho, Uberlândia |
| 17 de fevereiro de 2020 20:30 Relatório[ AQ] | 23 18 20     | Set 1 Set 2 Set 3 | 25               | Ginásio Sabiazinho, Uberlândia |

| 18 de fevereiro de 2020 19:00 Relatório[ AQ] | Praia Clube | 3 — 0             | Club San Lorenzo | Ginásio Sabiazinho, Uberlândia |
| 18 de fevereiro de 2020 19:00 Relatório[ AQ] | 25          | Set 1 Set 2 Set 3 | 15 9 14          | Ginásio Sabiazinho, Uberlândia |

| 18 de fevereiro de 2020 20:30 Relatório[ AQ] | Minas TC | 3 — 0             | UC Boliviana | Ginásio Sabiazinho, Uberlândia |
| 18 de fevereiro de 2020 20:30 Relatório[ AQ] | 25       | Set 1 Set 2 Set 3 | 12 14        | Ginásio Sabiazinho, Uberlândia |

| 19 de fevereiro de 2020 19:00 Relatório[ AQ] | Club San Lorenzo | 3 — 0             | UC Boliviana | Ginásio Sabiazinho, Uberlândia |
| 19 de fevereiro de 2020 19:00 Relatório[ AQ] | 25               | Set 1 Set 2 Set 3 | 14 15 12     | Ginásio Sabiazinho, Uberlândia |

| 19 de fevereiro de 2020 20:30 Relatório[ AQ] | Minas TC | 3 — 0             | Boca Juniors | Ginásio Sabiazinho, Uberlândia |
| 19 de fevereiro de 2020 20:30 Relatório[ AQ] | 25       | Set 1 Set 2 Set 3 | 17 12 16     | Ginásio Sabiazinho, Uberlândia |

| 20 de fevereiro de 2020 19:00 Relatório[ AQ] | Praia Clube    | 3 — 2                         | Boca Juniors | Ginásio Sabiazinho, Uberlândia |
| 20 de fevereiro de 2020 19:00 Relatório[ AQ] | 25 26 21 22 15 | Set 1 Set 2 Set 3 Set 4 Set 5 | 18 24 25 11  | Ginásio Sabiazinho, Uberlândia |

| 20 de fevereiro de 2020 21:30 Relatório[ AQ] | Minas TC | 3 — 0             | Club San Lorenzo | Ginásio Sabiazinho, Uberlândia |
| 20 de fevereiro de 2020 21:30 Relatório[ AQ] | 25       | Set 1 Set 2 Set 3 | 11 17 12         | Ginásio Sabiazinho, Uberlândia |

| 21 de fevereiro de 2020 17:00 Relatório[ AQ] | Boca Juniors | 3 — 0             | UC Boliviana | Ginásio Sabiazinho, Uberlândia |
| 21 de fevereiro de 2020 17:00 Relatório[ AQ] | 25           | Set 1 Set 2 Set 3 | 10 16 12     | Ginásio Sabiazinho, Uberlândia |

| 21 de fevereiro de 2020 20:00 Relatório[ AQ] | Praia Clube | 0 — 3             | Minas TC | Ginásio Sabiazinho, Uberlândia |
| 21 de fevereiro de 2020 20:00 Relatório[ AQ] | 22 25 16    | Set 1 Set 2 Set 3 | 25 27 25 | Ginásio Sabiazinho, Uberlândia |

## Premiação
| Campeonato Sul-Americano de Clubes de 2020 |
| Brasil                                     |
| ------------------------------------------ |
| Minas TC Campeão (5º título)               |

## Classificação Final
| Posição           | Equipe           | Classificação                        |
| ----------------- | ---------------- | ------------------------------------ |
| Medalha de ouro   | Minas TC         | Campeonato Mundial de Clubes de 2020 |
| Medalha de prata  | Praia Clube      |                                      |
| Medalha de bronze | Club San Lorenzo |                                      |
| 4                 | Boca Juniors     |                                      |
| 5                 | UC Boliviana     |                                      |

## Prêmios individuais
A seleção do campeonato foi composta pelas seguintes jogadoras:
- MVP (Most Valuable Player): Thaísa Menezes (Minas)